# منتخب جزر فارو تحت 19 سنة لكرة القدم
منتخب جزر فارو تحت 19 سنة لكرة القدم هو ممثل جزر فارو الرسمي في المنافسات الدولية في كرة القدم في فئة كرة قدم للرجال تحت 19 سنة ، يديريه اتحاد جزر فارو لكرة القدم.